# Örngrund
Örngrund är en fyr i Mysingen i Stockholms södra skärgård. Grundet den står på upptäcktes 1857 då det norska skeppet Piren grundstötte här. Grundet upplodades av lotsåldermannen och några lotsar från Landsort och befanns vara 14 fot (drygt 4 meter). Grundet kom att kallas Örngrund eftersom det antogs att det var här som skeppet Lybska Örn gick på grund och sjönk 1576.